# برقية دبلوماسية

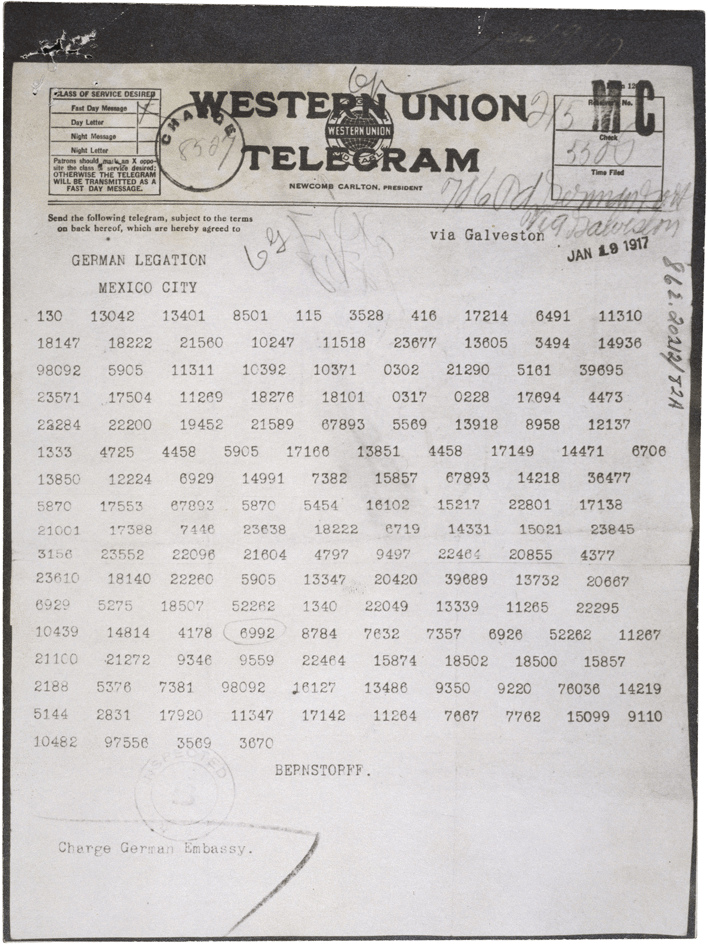
برقية زيمرمان، وهي برقية دبلوماسية مُشفَّرة أُرسلَت في 16 كانون الثاني 1917، من وزير خارجية الإمبراطورية الألمانية آرثر زيمرمان، إلى السفير الألماني في المكسيك هانريش فون إيكارد

البرقية الدبلوماسية هو مصطلح يُطلَق على رسالة نصية سرية متبادلة بين إحدى البعثات دبلوماسية، كأن تكون من السفارة أو القنصلية، إلى وزارة الخارجية من البلد الأم.
كانت البرقيات الدبلوماسية تُستَخدَم كعنصر رئيس في الاتصالات البحرية الدولية. ونظرًا لأهمية وحساسية تلك المواضيع المُرسلَة، فإن البرقيات تُكتَب بشفرات مع الأخذ بالاحتياطات الأمنية، وغالبًا ما تلقى المُعارَضة من الحكومات الأجنبية.